# Château de Petzow
Le château de Petzow (Schloß Petzow) est un château situé dans le village de Petzow, faisant aujourd'hui partie de la municipalité de Werder dans le Brandebourg (arrondissement de Potsdam-Mittelmark).

## Histoire
Le village est mentionné pour la première fois en 1419 et le château et ses terres sont achetés par la famille Kaehne en 1814. Cette famille est anoblie en 1840. Le château est reconstruit en 1825 selon les plans de Karl Friedrich Schinkel dans un style pittoresque mélangeant des éléments mauresques et néorenaissance anglais à la Tudor.
Le village, avec ses maisons de fermiers et d'artisans, est aussi reconstruit dans le même style par Schinkel, il est inauguré par Frédéric-Guillaume IV. Il a été restauré en 1994 et fait partie, comme le château, des monuments protégés du Brandebourg. Le parc romantique de 15 hectares a été dessiné par Peter Joseph Lenné en 1838 et descend vers le lac de Schwielow. L'association des écrivains est-allemands possédait ce château comme lieu de repos, après la guerre. Il a été rendu aux héritiers de cette famille en 2001. Ses ancêtres sont enterrés dans le parc.
De célèbres séries télévisées allemandes ont été tournées récemment dans le château et le parc, comme Bianca et Julia.

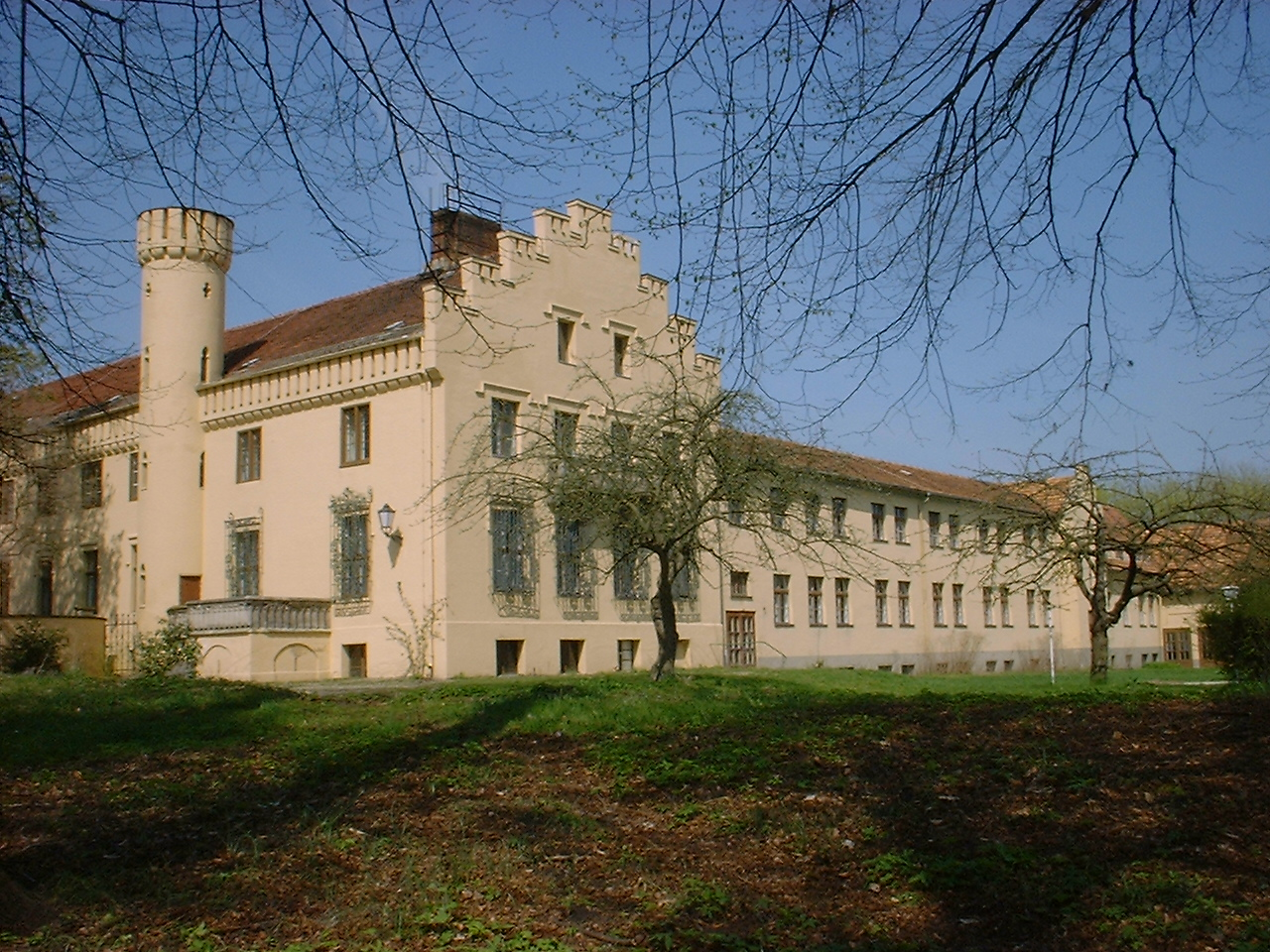
Vue de côté du château
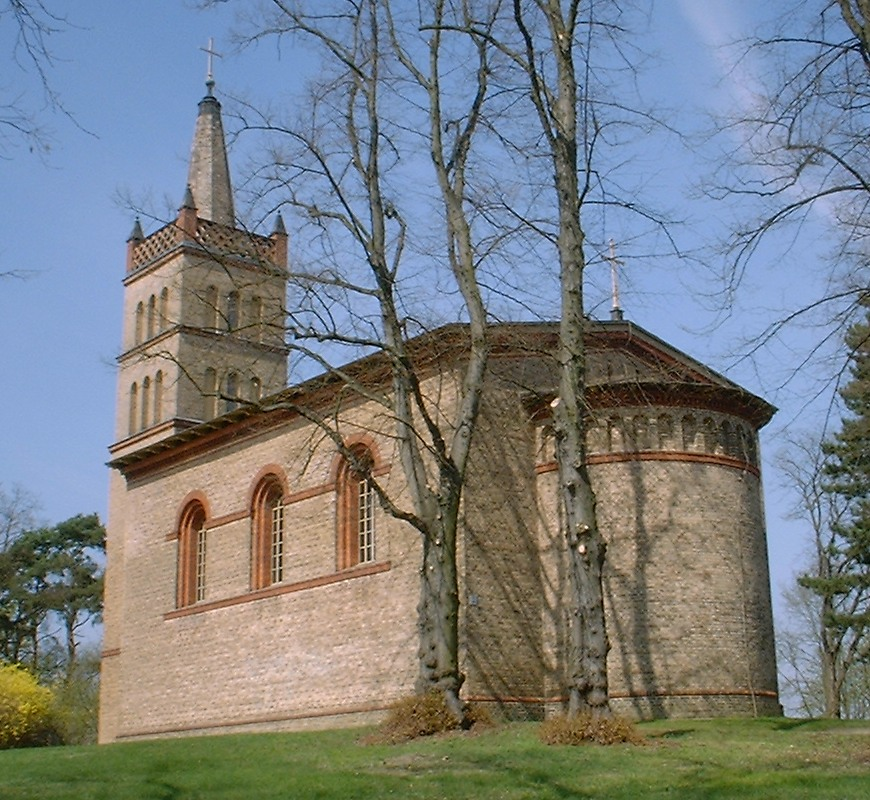
Vue de l'église du village construite par Schinkel
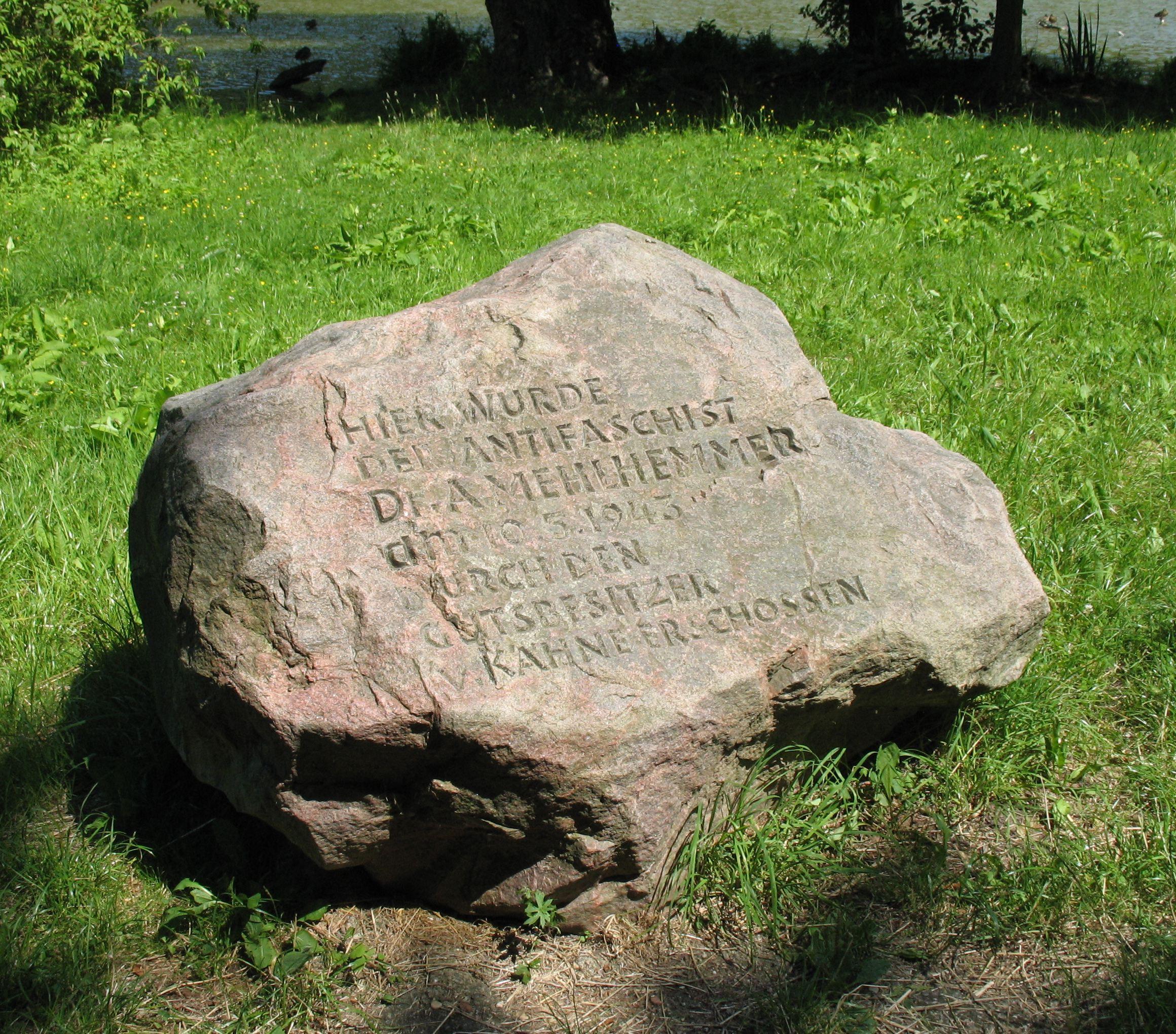
Plaque commémorant le lieu de l'assassinat de l'anti-fasciste Alfred Mehlhemmer le 10 mai 1943.

Dans le parc du château, une plaque commémore le lieu où fut assassiné l'anti-fasciste Alfred Mehlhemmer le 10 mai 1943.